# Väster-Långtjärnen, Härjedalen
Väster-Långtjärnen är en sjö i Bergs kommun i Härjedalen och ingår i Ljungans huvudavrinningsområde.